# Ula (Mali)
Ula é uma vila e sede da comuna rural de Songo-Dubacoré, na circunscrição de Cutiala, na região de Sicasso ao sul do Mali.